# Lilludden
Lilludden är en udde i Finland.   Den ligger i den ekonomiska regionen  Åboland  och landskapet Egentliga Finland, i den södra delen av landet, 150 km väster om huvudstaden Helsingfors. Lilludden ligger på ön Lillmälö.
Terrängen inåt land är platt. Havet är nära Lilludden åt sydväst.  Närmaste större samhälle är Väståboland, 10,2 km nordost om Lilludden. 